# Ta sorcière bien-aimée
Ne doit pas être confondu avec Ma sorcière bien-aimée.
Albums de Sylvie Vartan
Qu'est-ce qui fait pleurer les blondes ?
(1976) Georges
(1977)
Ta sorcière bien-aimée est le 16e album de Sylvie Vartan, sorti en 1976 en LP 33 tours et en cassette audio.

## Liste des titres
1. Ta sorcière bien-aimée
2. L'amour c'est comme les bateaux
3. Dieu merci
4. Je croyais
5. Masculin singulier
6. Le bonheur
7. Le temps du swing
8. Il suffirait que tu sois là
9. La meilleure fille en moi
10. Souvenirs
11. Je m'en vais

## Extraits
- L’amour c’est comme les bateaux / La meilleure fille en moi.
- Ta sorcière bien aimée / Souvenirs.
- Le temps du swing (House of swing) / Dieu merci (Si, ci sto).
- Masculin singulier / Je croyais.